# Märta Boman
Märta Kristina Boman, flicknamn Lindau, född 23 april 1902 i Uppsala, död 28 december 1986 i Råneå, Norrbottens län, var en svensk politiker (högerpartiet). 
Boman var riksdagsledamot i andra kammaren 1945–1964, invald i Norrbottens läns valkrets. I riksdagen skrev hon 73 egna motioner, särskilt om norrlandsfrågor, jordbruk samt frågor kring vård och omsorg, t ex åtgärder för att återföra gifta sjuksköterskor till aktivt arbete och nedskärning av provinsialläkarnas skrivarbete. Hon gjorde även 7 interpellationer bland annat om avskaffande av kafferansoneringen.
Hon var officer i Frälsningsarmén 1922-1939 och gifte sig 1940 med Gustaf Boman.